# Lada Kozlíková
Lada Kozlíková (Vyškov, 8 de octubre de 1979) es una deportista checa que compitió en ciclismo en las modalidades de pista, especialista en las pruebas de persecución individual, puntuación y ómnium, y ruta.
Ganó dos medallas en el Campeonato Mundial de Ciclismo en Pista de 2002, oro en la carrera de scratch y plata en puntuación, y dos medallas en el Campeonato Europeo de Ciclismo en Pista, oro en 2006 y plata en 2005.
Participó en tres Juegos Olímpicos de Verano, ocupando el décimo lugar en Sídney 2000 (persecución individual), el quinto lugar en Atenas 2004 (contrarreloj) y el octavo en Pekín 2008 (persecución individual).

## Medallero internacional
| Campeonato Mundial | Campeonato Mundial   | Campeonato Mundial | Campeonato Mundial |
| Año                | Lugar                | Medalla            | Competición        |
| ------------------ | -------------------- | ------------------ | ------------------ |
| 2002               | Ballerup (Dinamarca) | Medalla de oro     | Scratch            |
| 2002               | Ballerup (Dinamarca) | Medalla de plata   | Puntuación         |
| Campeonato Europeo |                      |                    |                    |
| Año                | Lugar                | Medalla            | Competición        |
| 2005               | Fiorenzuola (Italia) | Medalla de plata   | Ómnium             |
| 2006               | Ballerup (Dinamarca) | Medalla de oro     | Ómnium             |

1. 1 2  Campeonato Europeo realizado sólo para la disciplina de ómnium.